# نيروبي (محافظة)
محافظة نيروبي هي الصغيرة الثانية حسب مساحة المحافظات في المنطقة، من 47 محافظة لكينيا، عاصمتها نيروبي.
تقع المحافظة على «أرض الأجداد» لكيكويو. تشكل غالبية السكان، وكل الطوائف الأخرى تمثلها كنيا . إيو بمثابة عاصمة البلاد فبي الأهمية أنشأت المجتمعات الأصلية العالمية الكبرى هناك.